# Fissurisepta manawatawhia
Fissurisepta manawatawhia is een slakkensoort uit de familie van de Fissurellidae. De wetenschappelijke naam van de soort is voor het eerst geldig gepubliceerd in 1937 door Powell.